# Slănic-Moldova
Slănic-Moldova is een stad (oraș) in het Roemeense district Bacău. De stad telt 5069 inwoners (2007).
Steden met gemeentestatus: Bacău · Moinești · Onești

Steden zonder gemeentestatus: Buhuși · Comănești · Dărmănești · Slănic-Moldova · Târgu Ocna